# Endless Procession of Souls
Endless Procession of Souls è il decimo album della band death metal svedese Grave, pubblicato il 24 agosto 2012 dalla Century Media.

## Tracce
1. Dystopia – 0:35
2. Amongst Marble and the Dead – 5:21
3. Disembodied Steps – 5:42
4. Flesh Epistle – 3:23
5. Passion for the Weak – 4:36
6. Winds of Chains – 5:37
7. Encountering the Divine – 3:55
8. Perimortem – 4:42
9. Plague of Nations – 3:35
10. Epos – 7:45

## Formazione
- Ola Lindgren - voce, chitarra
- Mika Lagrén - chitarra
- Tobias Cristiansson - basso
- Ronnie Bergerståhl - batteria